# Generoso Ponce Filho
Generoso Ponce Filho (Cuiabá, 6 de agosto de 1898 — Rio de Janeiro, 24 de julho de 1972) foi um político brasileiro. Foi casado com Dulce de Oliveira Ponce e teve cinco filhas: Cacilda, Carmen Sylvia, Clélia, Maria Helena e Therezinha. Exerceu o mandato de deputado federal constituinte pelo Mato Grosso em 1934.

## Biografia
Estudou em Corumbá, localizada onde atualmente é o estado do Mato Grosso do Sul, e em Cuiabá, no Liceu Salesiano São Gonçalo. Passou por um processo de transferência e mudou para o Rio de Janeiro, quando este estado ainda era a capital do país, complementando seus estudos nos colégios Pio Americano e Anglo-Brasileiro.
Formou-se bacharel na Faculdade de Ciências Jurídicas e Sociais do Rio de Janeiro, no ano de 1919, tendo seu discurso de formatura publicado no Jornal do Comércio do antigo Distrito Federal, e também, no folheto "Por que estamos atrasados", que foi muito divulgado dentro do meio intelectual da época.
Passada a Revolução de 1930, candidatou-se e foi eleito, em 1933, deputado à Assembleia Nacional Constituinte pelo Partido Liberal de Mato Grosso. Após a Assembléia ser instalada em novembro de 1933, foi nomeado como membro da Comissão Constitucional, também nomeada de Comissão dos 26, que se encarregou de analisar e estudar o anteprojeto de constituição e de emendas apresentadas. Em parceria com o representante do Ceará, Valdemar Falcão, relatou os capítulos do "Poder Executivo" e dos "Conselhos Técnicos" e liderou a bancada do seu estado, reivindicando a participação da mulher na vida política.
Era contra a divisão do estado do Mato Grosso e conseguiu a aprovação de um artigo nas "Disposições Transitórias", devido ao Tratado de Petrolína (17 de novembro de 1903 que resultou na anexação do Acre, garantindo ao seu estado o direito de receber uma indenização da União, por conta dos territórios que foram cedidos a Bolívia. Após a promulgação da nova carta, em 16 de julho de 1934, e às vesperas das eleições para presidente da República, conseguiu ter seu mandato estendido até o mês de maio de 1935.
Já filiado ao Partido Evolucionista do Mato Grosso, elegeu-se novamente deputado federal pelo seu estado, em outubro 1934, permanecendo na Câmara dos Deputados, agora com o cargo de segundo-secretário da casa, atuando também como membro da Comissão de Segurança Nacional. Porém, com o surgimento do Estado Novo, os orgãos legislativos brasileiros foram compactados, com isso, acabou deixando de fazer parte do Congresso em 10 de novembro de 1937.
Foi diretor e presidente do Instituto Nacional do Mate entre os anos 1942 e 1951. Fundou a revista semanal Vida Nacional, que abordava, em suas matérias, estudos sociais e políticos. Muitos intelectuais importantes colaboraram para essa revista, como Monteiro Lobato e Maurício de Lacerda. Chegou a colaborar também em alguns jornais cariocas, como O Globo, Correio da Manhã, A Nação e A Batalha. Atuava como correspondente inernacional destes periódicos, fazendo a cobertura dos esportes, da religião, política e artes no Estados Unidos.
Chegou a ser tembém, dono de vários cinematógrafos no Rio de Janeiro, administrando até 14 casas desta categoria de entretenimento. Foi, inúmeras vezes, presidente de associações desta classe e importou muitos filmes cinematográficos. Foi tabelião no estado do Rio de Janeiro sendo presidente e diretor-geral do Centro Mato-Grossense neste mesmo estado. Também foi integrante do Instituto Histórico de Mato Grosso e sócio correspondente do Instituto Mato-Grossense de Letras.

## Principais obras
- Um homem e um programa (1945);
- General Ponce um chefe (1952) - biografia;
- O menino que era eu (1967) - memórias;
- Por Mato Grosso;
- Dom Aquino Correia;
- Por Mato Grosso na Federação;
- Mato Grosso e suas possibilidades turísticas e econômicas;
- Na Assembléia Nacional Constituinte;
- O senhor Mário Correia — um caso político e patológico